# Toivon tuolla puolen
Toivon tuolla puolen és una comèdia dramàtica finlandesa escrita, produïda i dirigida per Aki Kaurismäki i estrenada l'any 2017. Estrenada a l'estat espanyol amb el títol El otro lado de la esperanza
El film es va presentar en selecció oficial a la Berlínale 2017 on Aki Kaurismäki assoleix l'Ós d'Argent al millor director.

## Argument
A la ciutat de Hèlsinki Khaled, un refugiat sirià que ho ha perdut gairebé tot, casa i família, als bombardejos d'Alep, coneix Wikström, un representant de comerç que acaba de comprar un restaurant després d'haver abandonat la seva dona alcohòlica. 
Khaled, fuig després del rebuig de la seva demanda d'allotjament en territori finlandès, i és contractat per Wikström, el restaurant del qual té dificultats per arrencar.

## Repartiment
- Sherwan Haji - Khaled Ali
- Sakari Kuosmanen - Waldemar Wikström
- Ilkka Koivula - Calamnius
- Janne Hyytiäinen - Nyrhinen, el cuiner
- Nuppu Koivu - Mirja, la cambrera
- Kaija Pakarinen - muller
- Niroz Haji - Miriam
- Simon Hussein Al-Bazoon - Mazdak
- Kati Outinen - propietari de botiga de la roba
- Tommi Korpela - Melartin
- Ville Virtanen
- Timo Torikka
- Elina Knihtilä
- Hannu-Pekka Björkman

## Premis
- Berlín 2017: Ós de Plata a la millor direcció

## Rebuda
L'acollida de la crítica és molt positiva: el lloc Allociné recull una mitjana dels crítics de 4,3/5, i dels crítics espectadors de 4,0/5.
- Crítica 
  - "El cineasta finès construeix una rondalla sense moralina, que explica la situació dels refugiats en arribar a Europa sense carregar les tintes, recolzant-se en la calidesa dels seus lacònics personatges."[5]
  - "Una destinació de visita obligada (...) la nova pel·lícula podria expandir el seu entusiasta però finita audiència gràcies a la seva actualitat i la seva visió única i personal sobre els exiliats víctimes del conflicte Sirià."[6]
  - "Hi ha alguna cosa una mica antiquat -massa acollidor i complaent- en com Aki Kaurismäki ha elaborat una pel·lícula amb un missatge liberal que defineix al seu heroi, un refugiat, com si fos una víctima santa, i convida a l'audiència a donar-li un copet a l'esquena pel seu punt de vista"[7]